# Осетинська література
Осетинська література (ос. Ирон литературæ) — література, написана осетинською мовою, у більш широкому сенсі — література осетинського народу.
Твори осетинських письменників, зокрема осетинською мовою, публікувалися вже в кінці XIX століття (поема Олександра Кубалова «Афхардти Хасана» в 1897 році та інші). Однак розквіт осетинської літератури почався вже в радянські роки. За один тільки 1930 рік лише в Північній Осетії видано стільки, скільки було видано за все 132-річне існування осетинської писемності (якщо рахувати від видання першої друкованої книги — «Короткого катехизму», виданого в Московській друкарні Синоду у 1798 році).

## Усна народна творчість
Осетинський фольклор різноманітний за своїм змістом. Зберігся героїчний нартовський епос — сказання про нартів. Особливо популярні оповіді про пригоди нартів — Уризмага, Хамица, Сослана, Сирдона та інших, бідняків, про нартівський голод та інші. Збереглася також велика кількість різних пісень, казок, прислів'їв, приказок. З них виділяються пісні, що відображають побут осетинів, пов'язаний з рільництвом, вівчарством, полюванням тощо. Особливе місце займають історичні (героїчні) пісні, які відбивають боротьбу осетинських трудящих проти феодалів-поміщиків, відомих під назвою тагаурських алдарів і дігорських бадилят. Такі наприклад історичні пісні «Місірбі Караджаєв», «Кантемиров Мазук-Алдар» і деякі інші.
Пізніше традиція історичних (героїчних) пісень отримала своє продовження у вигляді пісень про героїв громадянської війни в Осетії, про осетинів-учасників німецько-радянської війни і про героїв новітнього часу.
Слід відзначити факт значного впливу багатого і різноманітного за своїм змістом осетинського фольклору на всіх майже без винятку осетинських письменників.
До усної творчості зверталися багато осетинських письменників, серед яких Коста Хетагуров, Сека Гадієв, Олександр Кубалов, Місост Камбердієв та інші. Найбільш активними збирачами осетинського фольклору стали Цоцко Амбалов, Г. А. Дзагуров, Гагудз Гурієв, Б. А. Алборов, Д. Бердиєв, П. Гадієв, Г. Теміраев, А. Тібілов, В. Карсанов, М. К. Горданов та ін.

## Зародження осетинської літератури
Зародження осетинської літератури відноситься до кінця XVIII і початку XIX століть.
Першим осетинським письменником був дворянин-аристократ Іван Ялгузідзе. Активний провідник царської колоніальної політики на Кавказі, місіонер, поширював православ'я серед осетинів, він був першим перекладачем книг священного писання осетинською мовою. Іван Ялгузідзе написав поему грузинською мовою «Алгузіані» (перекладену російською мовою), в ній він намагався ідеалізувати минуле «могутньої Осетії», звеличити її міфічного царя Алгуза, який нібито підкорив численні народності Кавказу. Основні ідеї цього твору: монархізм, націоналізм і православ'я.

## Осетинська література з 1859 по 1905 роки
З часу підкорення Кавказу і до 1905 в Осетії відбувалися досить значні соціально-політичні зрушення, які не могли не відбитися на рості і розвитку осетинської літератури. Експлуатація феодалами малоземельного і безземельного селянства все більше посилювалася. У 1861—1865 були звільнені так звані холопи, однак взаємини між селянами і феодалами-поміщиками, які володіли кращими землями, різко загострювалися, доходячи до збройних зіткнень. Перехід від натурального господарства до товарного сприяв появі прошарку заможного селянства і торговців. Промисловість в Осетії розвивалася вкрай повільно. В атмосфері національного гніту, адміністративного свавілля і все більш гострих соціальних протиріч розвивали свою літературну діяльність письменники: Темірболат Мамсуров, Асламурза Кайтмазов, Інал Кануков, Гаппо Баєв, Олександр Кубалов, Блашка Гуржибеков, Сека Гадієв, Георгій Цаголов і Коста Хетагуров.
Темирбулат Мамсуров та Інал Кануков були представниками алдарсько-феодальної групи; обидва вони — учасники переселення горців до Туреччини в 1861—1865 — походили з осетинських алдарів і були офіцерами царської армії.
Творчість Мамсурова відображала песимістичні переживання переселенців алдарів, які не прижилися на чужині й усвідомили невдачу цього переселення. У його творах сильні елементи націоналізму і релігійності. Щодо форми він близький до народної поезії.
Творчість Інала Канукова пройнята тугою про «велике минуле» осетинського алдарства. Повернувшись на батьківщину, поет поринув у спогади про минуле. Розчарований у житті, відірваний від реального сьогодення, поет шукав розради і спокою на кладовищі, «де смерть зрівняє всіх». Інал Кануков писав виключно російською мовою. Він був під сильним впливом російської поезії, особливо Лермонтова і Пушкіна. Інала Канукова ріднить з Мамсуровим песимізм, викликаний крахом тієї соціальної групи, до якої вони належали (феодалів-алдарів).
Гаппо́ Ба́єв, Олександр Кубалов і Блашка Гуржибеков почали літературну діяльність у 1890-х роках. Після революції Баєв виїхав до Німеччини, де продовжував займатися літературною творчістю і переказами (зокрема деяких біблійних текстів).
Олександр Куба́лов — автор поеми «Афхардти Хасана» та інших творів на тему «про героїчне минуле Осетії». Його поема «Афхардти Хасана», спрямована проти звичаю кровної помсти, вважається одним з кращих творів осетинської літератури, вона настільки близька до усної творчості, що доведенню особистого авторства Кубалова присвячені статті дослідників. За радянської влади Кубалов «не зміг перебудуватися», був арештований в 1937 році і пропав безвісти в таборах.
Бла́шка Гуржибе́ков був першим дігорським поетом, тобто осетинським поетом, який писав виключно дігорським діалектом (в 1920-х роках цей діалект розвивався як «дігорська мова», але пізніше було прийнято політичне рішення визнати такий поділ «контрреволюційним», дігорска знову стала діалектом). Основні мотиви його творчості: монархізм, вірність царській колоніальній політиці на Кавказі, православ'ю і осетинським народними віруваннями і традиціями. У своїй п'єсі «Недоросль» (Æдули) першим показав зростання торгової буржуазії в Осетії і протиріччя між нею та феодально-родовою верхівкою. Щодо форми Блашка Гуржибеков зазнав сильного впливом усної народної творчості.
Сека́ Га́дієв (1865—1915) займає в осетинській літературі своєрідне місце. Виходець з гірської бідняцької сім'ї, поет-самоук, він більше тридцяти років був псаломщиком. Симпатії Секи Гадієва — на стороні гірської бідноти: він бичував феодалів, які гнітили бідноту, але не закликав до боротьби. Навпаки, поет налаштований по християнськи. Він — націоналіст, активний місіонер православ'я. Дія більшості творів Гадієва розгортається в селах Південної Осетії.
Досить значну еволюцію пройшов у своїй творчості Георгій Цаго́лов (1871—1919). На початку своєї літературної діяльності він був настроєний опозиційно до царизму і національного гноблення, однак не закликав трудящих до боротьби проти гнобителів. Співчуваючи бідноті (вірш «Іналук»), поет не бачив виходу з положення. Лише з наближенням революції поет почав долати свою мрійливу пасивність і нарешті став на шлях активної боротьби з поневолювачами. У вірші «Пісня Кудайната» поет вигукує. «Беріть силою все… І днів не бійтеся бурхливих», «правда сама на землю до нас не спуститься». В осетинській літературі Цаголов перший художньо змалював новий тип осетинського кулака, який був опорою царської адміністрації в гнобленні і експлуатації трудящих Осетії («Осетинські мотиви», стор 46, вірш «Темболат»). Необхідно відзначити, що Цаголов писав переважно російською мовою і був під сильним впливом російських поетів, особливо Некрасова, і українського поета Шевченка. За радянської влади він перекладав російською твори осетинських письменників, був відомий як талановитий публіцист.
Коста́ Хетагу́ров (1859—1905) — залишається найпопулярнішим осетинським письменником. Виходець з феодально-дворянського середовища, Коста Хетагуров пізніше зрікся дворянства. У своїй байці «Гуси» і незакінченій поемі «Хетаг» він висміяв дворянську пихатість і чиношанування. Основні мотиви творчості Кости Хетагурова — протест проти адміністративного свавілля, заклик до єднання осетинів без розрізнення класів. Поет співчутливо зображував життя гірської бідноти («Вдова», «Пастух-батрак», «Кубади»). Він протестував проти національного гніту, проти такого специфічного явища осетинського життя, як шпигунство на користь адміністрації («Додой», «Солдат», «Шпигун» тощо). Літературна енциклопедія 1934 року називає Косту Хетагурова «релігійно налаштованим песимістом». Твори Хетагурова, які викривають свавілля самодержавства, мали в свій час «революціонізуюче значення».

## Осетинська література з 1905 по 1917 роки
Революція 1905 широкою хвилею прокотилася по Осетії. Соціальна диференціація до цього часу значно поглибилася. Зросла осетинська інтелігенція, різнорідна за своїм походженням і за своїм соціально-політичним спрямуванням. На даному етапі продовжують бути активними письменники — Гаппо Баєв, Олександр Кубалов, Георгій Цаголов, Секу Гадієв. Вони займають ті ж позиції, що й у попередній період. Висувається також ряд нових письменників: Шаміль Абаєв, Михайло Гарданов, Георгій Малієв, Андрій Гулуєв, Ілас Арнігон, Аліхан Токаєв, Хох Тлатов, Давид Короєв, Цомак Гадієв, Ахмет Цаліков, Батирбек Туганов, Єлбиздико Бритаєв, Арсен Коцоєв, Роза Кочисова, Борис Алборов, Георгій Цаголов та перекладачі Цоцко Амбалов і Бибіц Датієв.
Осетинська література цього періоду обертається навколо національно-побутових питань, які отримують соціальне загострення.
Протест проти адміністративного гніту й сваволі одержав найбільш яскраве вираження у творах Короєва і Кочисової. Романтизація героїчного минулого кавказьких горців, що вели боротьбу проти царизму за національне визволення, дана у творчості Б. Туганова. Закликом до боротьби проти царату та його засад пройнята творчість Ц. Гадієва, Є. Бритаєва, Ш. Абаєва, М. Гарданова. Проповідь національного єднання осетинського народу характерна для творчості А. Токаєва і Мзурона. Незадоволення сучасністю і культивування «соціалістичної утопії» з сильним нальотом націоналізму — основна риса творів Хоха Тлатова. Багато письменників цього періоду зображують темні сторони побуту осетинів (конокрадство, знахарство, кровна помста тощо).
Драматургія
До цього періоду відноситься і зародження осетинської драматургії, основоположником якої є осетинський драматург Єлбаздуко Бритаєв. У 1908 році свою єдину п'єсу «Ног ахуыргæнæджы фыццаг бон скъолайы» (Перший день нового вчителя в школі) видала Лєна Коцоєва. У 1912 році на сцені Владикавказького російського театру була поставлена перша п'єса драматурга Дмитра Кусова під назвою «Діти гір».

## Осетинська література після Жовтневої революції. Період 1917—1921
Радянська влада остаточно затвердилася в Північній Осетії в березні в 1920, у Південній Осетії — в 1921 році, одночасно з радянізацією Грузії. У цей період з підпільної літератури виділяється кілька революційних віршів (К. Бутаєва, Г. Баракова, Созура Баграєва). З відновленням радянської влади виходить перша більшовицька газета осетинською мовою — «Кермен», яка спочатку стала центром зростання осетинської літератури. На сторінках газети «Кермен» поміщали свої вірші Цомак Гадієв, Гіно Бараков, Борис Алборов та інші.
У 1921 році вийшли дві невеликі збірки літературних творів. Одна з них, під назвою «Вождь», належить перу осетинського письменника, червоного партизана, відомого комуніста Гіно Баракова. Друга — «Книга осетинських пісень» (1921) — містить вірші різних осетинських поетів. Вона також має передмову Гіно Баракова. У збірці вміщено вірші Гіно Баракова, Кости Хетагурова, Цомака Гадієва, Бидтаєва, Казбека Бутаєва, Алборова, Байзера, Ч. Бегізова, Нігера і Турмега.
Для повноти огляду осетинської літератури даного періоду слід ще згадати п'єсу «стовпа осетинської контрреволюції» Гаппо Баєва «Осетинська молитва». Ця п'єса, надрукована в 1920 році в Тифлісі в меншовицькій газеті «Ног Цард», є конденсованим виразом осетинського націоналізму, пов'язаного найміцнішими узами з осетинським куркульством.

## Осетинська література 1920-х років
Двадцяті роки XX століття стали часом розквіту національної культури осетинського народу, зокрема, осетинської літератури. У 1920 році радянська влада була встановлена на території Північної Осетії, а в 1921 — і Південної Осетії. Відкрилися нові навчальні заклади, книжкові видавництва, періодичні видання. На цьому етапі нова влада багато робила для розвитку національної літератури, освіти та театру.
У 1920 році у Владикавказі відкрився Інститут народної освіти, з 1924 перетворений в Горський педагогічний інститут (нині Північно-Осетинський державний університет). У ті ж роки почав працювати Осетинський педагогічний технікум. Тут готувалися кадри для національної школи, преси і літератури. У сільських районах відкривалися клуби та бібліотеки.
В 1924 році на базі Осетинського історико-філологічного товариства було засновано Науково-дослідний інститут. Аналогічний інститут відкрився і в Цхінвалі. Ці наукові заклади виконали велику роботу з кодифікації осетинської мови, збирання та опублікування фольклорних творів.
Для національної школи було перекладено підручники з низки предметів, а також багато художніх творів.
У квітні 1923 року у Владикавказі вийшов перший номер осетинської газети «Растдзинад», в 1924 в Цхінвалі — перший номер газети «Хурзарін» (обидві видаються до цього часу).
Тільки в 1920-х роках з'являються перші об'єднання осетинських письменників. Так в 1922 році з'явилася організація «Осетинська літературна група» (ос. Ирон литературон къорд), яка займалася книговиданням, розповсюдженням книг, а також організацією просвітницьких заходів. Серед учасників цієї групи були Цомак Гадієв, Гіно Бараков та інші. У тому ж році вони видали літературний альманах «Малусаг» з передмовою Георгія Бекоєва. Альманах містив дореволюційні твори Єлбаздуко Бритаєва, Секи Гадієва та інших авторів — за це і за викладені в передмові думки книга надовго була визнана «контрреволюційною», один з критиків навіть ввів у вжиток слово «малусагівщіна» за назвою альманаху.
У 1924—1925 роках при Московській асоціації пролетарських письменників було засновано гурток осетинських пролетарських письменників «Зіу». У 1925 році організація утворюється в Осетії. У ній брали активну участь Созруко Кулаєв, Кудзаг Дзесов, Геор Кокієв, Сергій Джанаєв та інші молоді письменники. Група видавала свій альманах (вийшло два томи — у 1925 і 1927 роках). Прагненням учасників «Зіу» було порвати з попередньою традицією, створити літературу на основі пролетарської ідеології. У передмові до альманаху лідер групи Сармат Косіров писав: «З усіх відомих нам досі осетинських письменників жоден не став на шлях революційної літератури… Відірвалися вони від народу, що будує нове життя, залишилися поодинці».
В цілому, розвиток літератури цього періоду характеризується приходом нового покоління письменників, розширенням тематики творів, появою можливостей публікації і, через поширення грамотності, збільшенням кількості потенційних читачів.

## Осетинська література 1930-х років
У 1936 році вийшла в світ книга Барона Боцієва «Порваний ланцюг».

## Осетинська література у воєнні роки (1941—1945)
Низка осетинських поетів писали вірші на фронтах Великої Вітчизняної війни. Деякі, як Мухарбек Кочисов (1920—1944), загинули в бою. На вірші Кочисова були написані пісні.

## Осетинська література 1950-1990-х років
В кінці 50-початку 60-х рр. в осетинській літературі з'являються такі значні твори, як «Люди це люди» (1960) Д. Мамсурова, «Від битви до битви» (1962) К.Бадоєва, «Осетинська бувальщина» (1963) М. Цагараєва, «Серце тому свідок» (1963) Т. Бесаєва, «Сонцестояння» (1963) А. Агузарова, «Турбота» (1964) К.Дзесова, «Іліко» (1958) Д. Джиоєва, «Хадзимет» (1959) С. Джанаєва та ін.

## Літературні журнали
У Північній Осетії виходять літературні журнали: «Дар'ял» (російською мовою), «Іраф» (дигорським діалектом осетинської мови) і «Мах дуг» (іронським діалектом осетинської мови). Літературні твори також публікуються в осетинських і двомовних газетах. У Південній Осетії видається журнал «Фідіуаг».